# Kökény
Kökény là một thị trấn thuộc hạt Baranya, Hungary. Thị trấn này có diện tích 4,89 km², dân số năm 2010 là 604 người, mật độ 124 người/km².